# The Best of 1992–2003
The Best of 1992–2003 je výběrové album britského multiinstrumentalisty Mikea Oldfielda. Vydáno bylo v dubnu 2015 a v britském žebříčku prodejnosti hudebních alb se neumístilo. Na prvním disku se nachází průřez Oldfieldovy tvorby mezi lety 1992 a 2003, tedy z doby mezi alby Tubular Bells II a Tubular Bells 2003, kde jeho desky vydávala společnost Warner Music. Druhý disk obsahuje rarity, singly a různé remixy, které v tomto období vyšly mimo standardní alba.

## Seznam skladeb
| Disk 1 | Disk 1                                        | Disk 1            | Disk 1                            | Disk 1 |
| Pořadí | Název                                         | Autor             | Původní album                     | Délka  |
| ------ | --------------------------------------------- | ----------------- | --------------------------------- | ------ |
| 1.     | Sentinel (Single Restructure)                 | Oldfield          | Tubular Bells II (1992)           | 3:57   |
| 2.     | Tattoo (Edit)                                 | Oldfield          | Tubular Bells II (1992)           | 3:43   |
| 3.     | The Bell (Remix: MC Viv Stanshall)            | Oldfield          | Tubular Bells II (1992)           | 3:30   |
| 4.     | Hibernaculum                                  | Oldfield          | The Songs of Distant Earth (1994) | 3:37   |
| 5.     | Let There Be Light                            | Oldfield          | The Songs of Distant Earth (1994) | 4:20   |
| 6.     | The Voyager                                   | Oldfield          | Voyager (1996)                    | 4:25   |
| 7.     | Women of Ireland (Lurker Edit)                | Oldfield, O'Riada | Voyager (1996)                    | 3:38   |
| 8.     | Man in the Rain                               | Oldfield          | Tubular Bells III (1998)          | 4:04   |
| 9.     | Far Above the Clouds (Timewriter's Radio Mix) | Oldfield          | Tubular Bells III (1998)          | 3:40   |
| 10.    | Cochise                                       | Oldfield          | Guitars (1999)                    | 5:15   |
| 11.    | Out of Mind                                   | Oldfield          | Guitars (1999)                    | 3:46   |
| 12.    | Pacha Mama                                    | Oldfield          | The Millennium Bell (1999)        | 4:08   |
| 13.    | Sunlight Shining Through Cloud                | Oldfield          | The Millennium Bell (1999)        | 4:35   |
| 14.    | Amber Light                                   | Oldfield          | The Millennium Bell (1999)        | 3:46   |
| 15.    | To Be Free (Single Remix)                     | Oldfield          | Tr3s Lunas (2002)                 | 3:57   |
| 16.    | Thou Art in Heaven (Radio Edit)               | Oldfield          | Tr3s Lunas (2002)                 | 3:41   |
| 17.    | Introduction 2003 (Single Remix)              | Oldfield          | Tubular Bells 2003 (2003)         | 3:42   |
| 18.    | The Sailor's Hornpipe 2003                    | Oldfield          | Tubular Bells 2003 (2003)         | 1:44   |

| Disk 2: Rarities & Mixes | Disk 2: Rarities & Mixes                                                 | Disk 2: Rarities & Mixes | Disk 2: Rarities & Mixes          | Disk 2: Rarities & Mixes |
| Pořadí                   | Název                                                                    | Autor                    | Původní album                     | Délka                    |
| ------------------------ | ------------------------------------------------------------------------ | ------------------------ | --------------------------------- | ------------------------ |
| 1.                       | Early Stages                                                             | Oldfield                 | singl „Sentinel“ (1992)           | 4:10                     |
| 2.                       | Silent Night                                                             | Gruber, Mohr             | singl „Tattoo“ (1992)             | 4:20                     |
| 3.                       | The Bell (Remix: MC Billy Connolly)                                      | Oldfield                 | singl (1993)                      | 3:30                     |
| 4.                       | The Spectral Army                                                        | Oldfield                 | singl „Hibernaculum“ (1994)       | 2:43                     |
| 5.                       | The Song of the Boat Men                                                 | Oldfield                 | singl „Hibernaculum“ (1994)       | 2:52                     |
| 6.                       | Indian Lake                                                              | Oldfield                 | singl „Let There Be Light“ (1995) | 3:24                     |
| 7.                       | Mike's Reel                                                              | Oldfield                 | singl „Women of Ireland“ (1997)   | 3:53                     |
| 8.                       | Sentinel (Orbural Bells Mix)                                             | Oldfield                 | singl (1992)                      | 12:26                    |
| 9.                       | Let There Be Light (BT's Pure Luminescence Remix)                        | Oldfield                 | singl (1995)                      | 13:23                    |
| 10.                      | Women of Ireland (System 7 12" Mix)                                      | Oldfield, O'Riada        | singl (1997)                      | 9:03                     |
| 11.                      | Far Above the Clouds (Jam & Spoon Mix)                                   | Oldfield                 | singl (1999)                      | 9:57                     |
| 12.                      | To Be Free (Soultronik Mix-tical Mix)                                    | Oldfield                 | singl (2002)                      | 5:06                     |
| 13.                      | Thou Art in Heaven (Pumpin' Dolls vs. Mighty Mike Club Mix – Radio Edit) | Oldfield                 | singl (2002)                      | 4:39                     |
| Celková délka:           | Celková délka:                                                           | Celková délka:           | Celková délka:                    | 149:12                   |